# Marc Pujol
Marc Pujol est un footballeur international andorran né le 21 août 1982 qui évolue actuellement à l'AC Escaldes au poste d'attaquant. 
Faisant ses débuts en équipe nationale en 2000, il est l'un des joueurs les plus capés de l'équipe d'Andorre, avec 120 matchs et 5 buts marqués.

## Carrière
- 2000 à 2002 : FC Andorra
- 2002 à 2004 : UE Sant Andreu
- 2004 à 2005 : UE Figueres
- 2005 à 2007 : FC Santboià  Espagne
- 2007 à 2008 : CE Manresa  Espagne
- 2008 à 2010 : CF Balaguer  Espagne
- 2013 à 2016 : Futbol Club Santa Coloma
- 2016 à 2019 : Futbol Club Andorra
- 2019 à 2021 : Inter Club d'Escaldes
- 2021 à 2022 : Futbol Club Santa Coloma
- 2022 à 2023 : Unió Esportiva Engordany
- 2023 à 2024 : Futbol Club Ordino
- depuis 2024 : Atlètic Club d'Escaldes